# Терголе
Терголе (нід. Terhole) — село в нідерландській провінції Зеландія. Входить до муніципалітету Гюлст.
Його площа становить 4,49 км², а населення станом на 2021 рік складало 455 осіб.
Перша згадка про населений пункт датується 1542 роком.